# Elezioni parlamentari in Ungheria del 1967
Le elezioni parlamentari della Repubblica Popolare d'Ungheria del 1967 si sono tenute il 19 marzo.
Il Partito Socialista Operaio Ungherese era l'unico partito presente ed ha ottenuto 259 seggi su 349; gli altri 90 seggi sono andati a candidati indipendenti scelti dal partito.

## Risultati
| Partito                              | Voti      | %    | Seggi |
| ------------------------------------ | --------- | ---- | ----- |
| Partito Socialista Operaio Ungherese | 7.086.596 | 99,7 | 259   |
| Indipendenti                         | 7.086.596 | 99,7 | 90    |
| Contrari                             | 19.113    | 0,3  | 0     |
| Nulle                                | 25.442    | –    | –     |
| Totale                               | 7.131.151 | 100  | 349   |
| Fonte: Nohlen & Stöver               |           |      |       |